# Yan'an
Yan'an (cinese: 延安S, Yán'ānP) è una città-prefettura della Cina nella provincia dello Shaanxi. È famosa per essere stata il punto di arrivo della Lunga marcia e il centro principale del Partito Comunista Cinese tra il 1935 ed il 1948.

## Storia
Le prime citazioni della città (chiamata allora Yanzhou) risalgono all'VIII secolo d.C., quando era un importante centro strategico. Fu difesa valorosamente dal generale Shen Kuo (1031-1095); venne, invece, ceduta all'impero degli Xia Occidentali nel 1082.
La città divenne famosa quando divenne capitale dell'esercito comunista di Mao Zedong. Pochi anni dopo, durante la Seconda guerra mondiale, gli Stati Uniti inviarono a Yan'an un Gruppo di osservatori dell'Esercito (Dixie Mission), con lo scopo di creare legami ufficiali con il governo comunista e valutare la possibilità di piani di cooperazione congiunti contro i giapponesi. La presenza americana a Yan'an durò dal 1944 al 1947.

## Monumenti e luoghi d'interesse

### Casa di Mao a Fenghuang Shan
Si trova ai piedi del Monte della Fenice, nella parte settentrionale della città. La casa si trova all'interno di una piccola corte, vicino a quella di Zhu De ed al Comitato Centrale del Partito Comunista Cinese. Mao vi abitò dal gennaio 1937 al novembre 1938.

### Giardino del Dattero (Zao Yuan)
Situato fuori città, a circa 10 km a nord-ovest, ospitò il Segretariato generale del Comitato Centrale del Partito Comunista Cinese dal 1940 al 1942 e dal 1944 al 1947. Oltre agli uffici, vi si trovavano anche le case dei maggiori capi comunisti (Mao, Zhu De, Zhou Enlai).